# 歐法利商學院
歐法利商學院（簡稱歐法利）是一所隸屬於加州理工州立大學、捐款者保儸歐法利（Paul Orfalea）之名設立的商學院。

## 背景
在1959年，加州理工州立大學的商學係建立屬於該校的社會科學院的科學部部分。到1962年，商學係成爲該校的工藝美術系部門的一部分。在1966年社會科學院系的名字改稱爲工商管理學部，一年后它就歸于工藝美術學院。在1970年，當時的工商管理學部又要轉到歸于商學與社會科學學院。直到1976年，該校終于成立的正式商學院。在2001年一位企業家保儸歐法利給商學院捐贈$15,000,000，獻給商學院正式設立稱爲歐法利商學院。該學院的建築物坐落在理查德奧尼爾（Richard J. O’Neill）草坪前面。

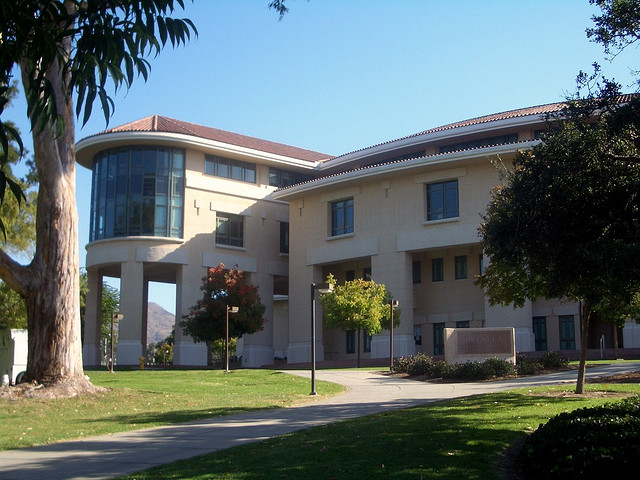
Front of Richard J. O’Neill Green

## 排名
歐法利商學院是美國的頂級商學院，是屬於國家的100強的最佳商學院。根據商業周刊發行的2010年排行榜，歐法利排名於第64位，也是全加州的公立大學排名第二。

## 加州理工州立大學會計與法理學名氣
加州理工州立大學的會計和法律學是全加州頂級之一的大學。它是由負責招聘的四大會計師行（Big Four）公認的所謂首選學校。 歐法利商學院也得到安永會計師事務所（Ernst & Young）和安侯建業會計師事務所（KPMG）的特殊名譽名稱獎。

## 本科
歐法利商學院的工商管理學部門與經濟學部門提供三個Major，四個Minor，和超過十個Concentration。Majors現有工商管理學，經濟學，工業技術。Concentrations可選修包括會計學，創業學，財務管理，信息系統，國際商業，人力資源與科技管理，市場營運管理，包裝與物流，數量經濟學，地產經紀學。

## 研究生

### 專門課程
- MBA - 全面經營管理
- MBA - 農業綜合企業
- MBA - 圖形通信文件系統管理
- MBA - 建築學管理
- MBA - 景觀設計學管理

### MBA - 雙學位
雙學位課程讓學生同時完成兩個不同的大學學位。通常如果分開來修的每個學位，兩個學位的完成時間比雙學位長。在歐法利商學院的Masters in Business Administration（MBA）計劃工商管理碩士（MBA）可以整合很多其它加州理工州立大學的碩士學位課程。此方法允許學生發展雙學位課程，可以滿足學生特定的學術和專業目標。例如：提供工商管理碩士與工程管理碩士（EMP）的雙學位。 該商學院讓學生在科學，工程，教育，運動機能學，數學，以及各種其他領域可以結合MBA學位與研究生學位來互補。

### 會計碩士學位
會計碩學位提供兩個方向。每專門的課程是45學分，需要一年期間完成。
- 稅務專門
- 財務會計專門

### 商業與技術碩士學位
MS - Business and Technology 的課程是45學分。歐法利商學院是商業學校發展協會 （AACSB ） 認可的商業學校。工業技術部門也是美國工業技術協會（National Association of Industrial Technology）認可在加州理工州立大學的歐法利商學院。兩种途徑能獲取的學位是研究與發展的方向或職業中人士途徑。 

## 執行行政合作機構

### 合作的項目
- 創業
- 財務/會計
- 醫療
- 國際
- 管理
- 市場營銷
- 供應鏈/營運
- 組織的社會責任

## 知名校友
- Farzad Nazem - 雅虎公司CTO
- Peter Oppenheimer - 蘋果公司CFO
- Lisa Haines - 華特迪士尼公司的迪士尼樂園度假區高級副總裁
- William H. Swanson - 雷神公司董事長兼CEO
- Paul R. Bonderson, Jr. - 博科通讯系统有限公司聯合創始人
- Kevin Peters，Joe Vergara - Jamba Juice 聯合創始人

## 外部連結
- 歐法利商學院網站